# 泉岳寺站
泉岳寺站（日语：／ Sengakuji eki */?）是位於日本東京都港區高輪二丁目，屬於東京都交通局（都營地下鐵）、京濱急行電鐵（京急）的鐵路車站。此站是2間公司的交會站，車站由都營地下鐵管轄。
此站有都營地下鐵的淺草線與京急的本線停靠。兩線以此站互相直通運行。只有淺草線設有車站編號，是A 07。

## 歷史
- 1968年（昭和43年）
  - 6月21日：都營1號線和京急本線泉岳寺站同時開業，並實行直通運行。
  - 11月15日：隨1號線泉岳寺站至西馬込站開業，車站變成1號線的中途站。
- 1978年（昭和53年）7月1日：1號線改稱淺草線。
- 2020年 （令和2年）
  - 2月22日: 3、4月台啟用月台門。
  - 3月7日: 1、2月台啟用月台門。

## 車站構造
本站是島式月台2面4線之地下車站。車站設有兩處檢票口，之間設有通道連接。押上方向有一條拖上線，主要提供來自西馬込、京急線方向的本站折返列車使用。該條路線連接所有月台。另外，2、3號線西馬込側有單橫渡線，但一般不使用。

### 月台配置
| 月台 | 路線   | 目的地                               | 備註               |
| ---- | ------ | ------------------------------------ | ------------------ |
| 1    | 本線   | 品川、橫濱、羽田機場、三崎口方向     |                    |
| 2    | 淺草線 | 五反田、西馬込方向                   |                    |
| 3    | 淺草線 | 押上、京成本線、北總線、成田機場方向 | 西馬込方向起的列車 |
| 4    | 淺草線 | 押上、京成本線、北總線、成田機場方向 | 京急本線起的列車   |

（來源：都營地下鐵:車站構內圖 （页面存档备份，存于））

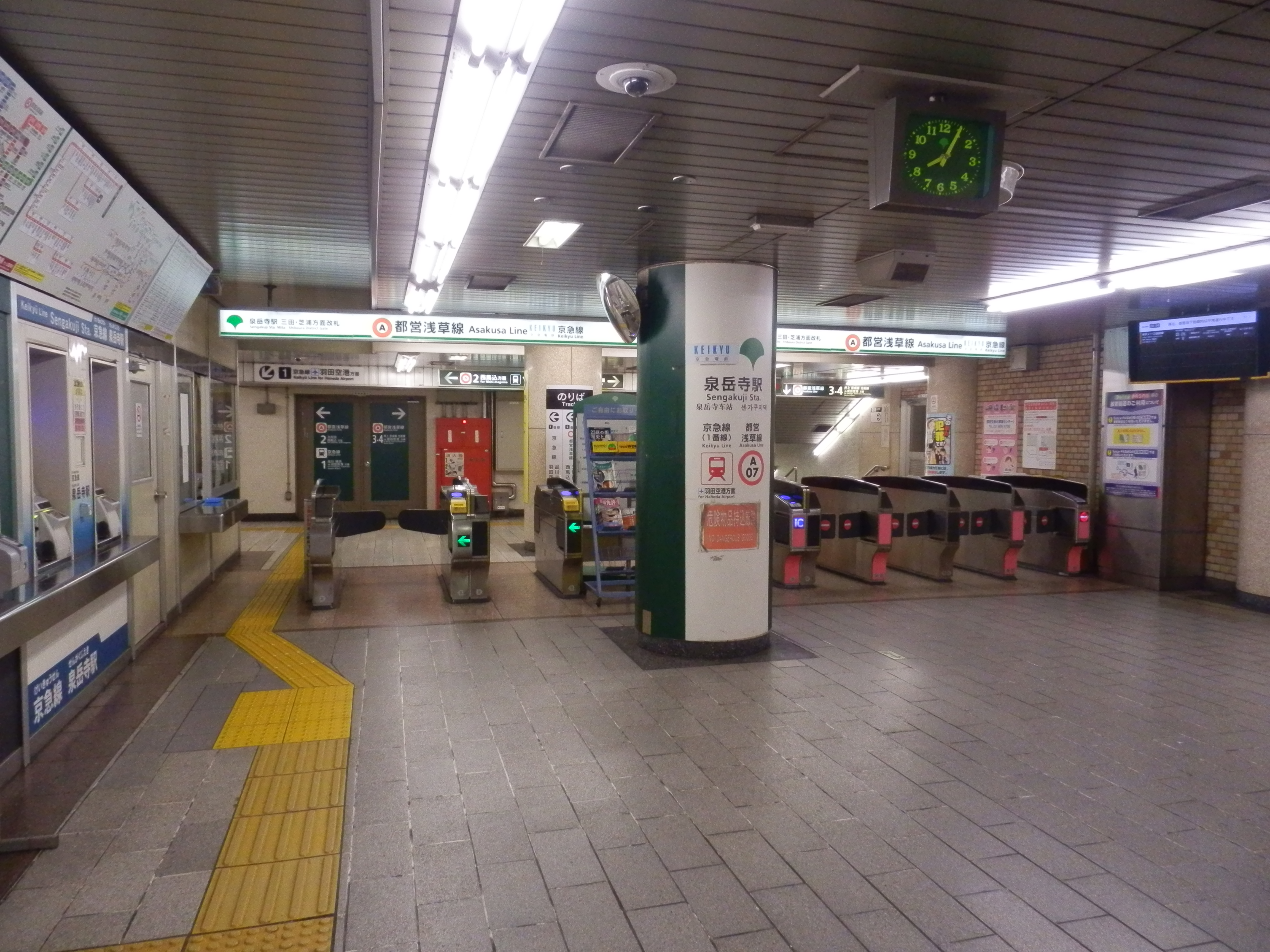
三田、芝浦方向閘口（2018年5月）
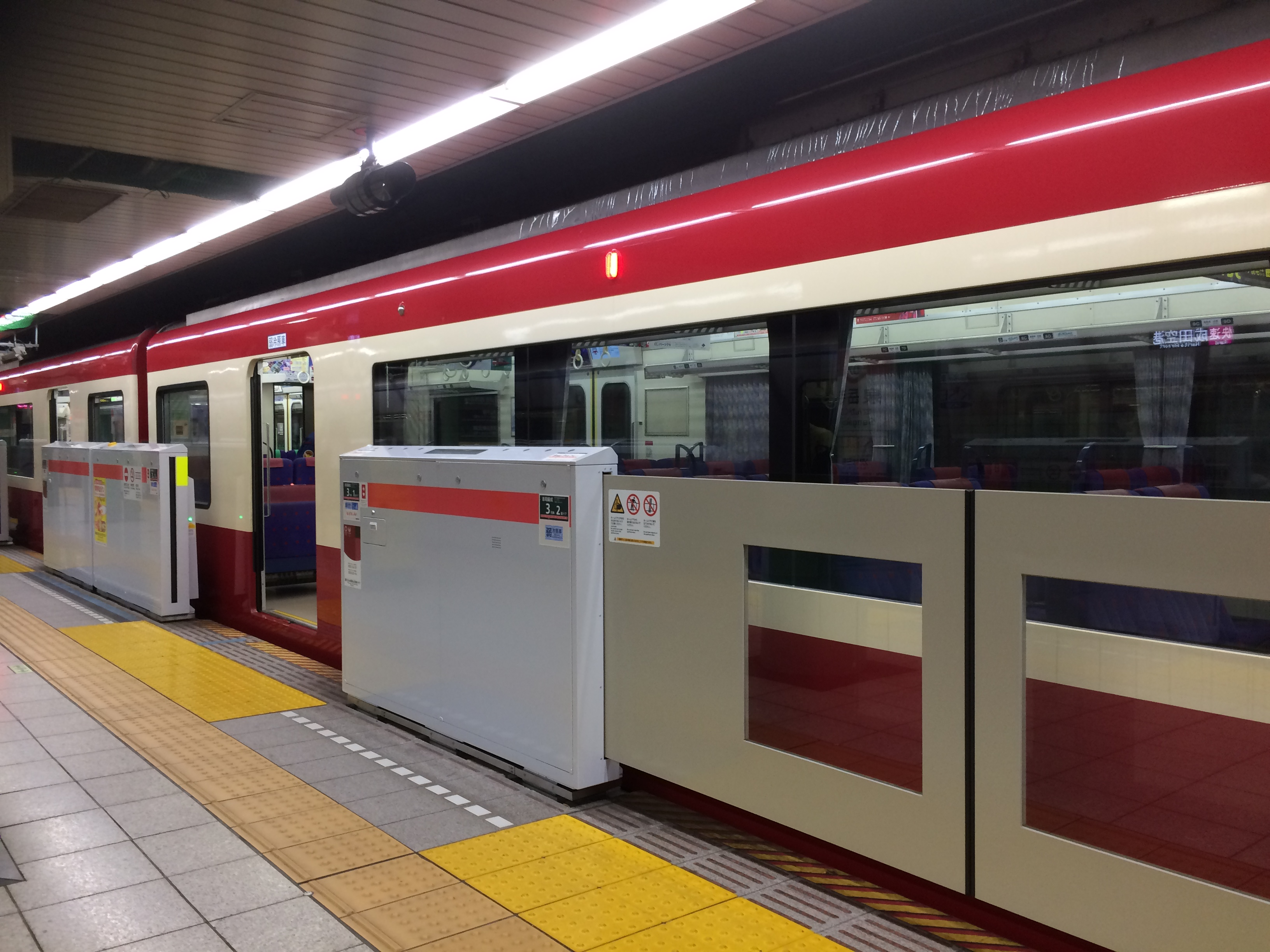
回送的京急2100形。
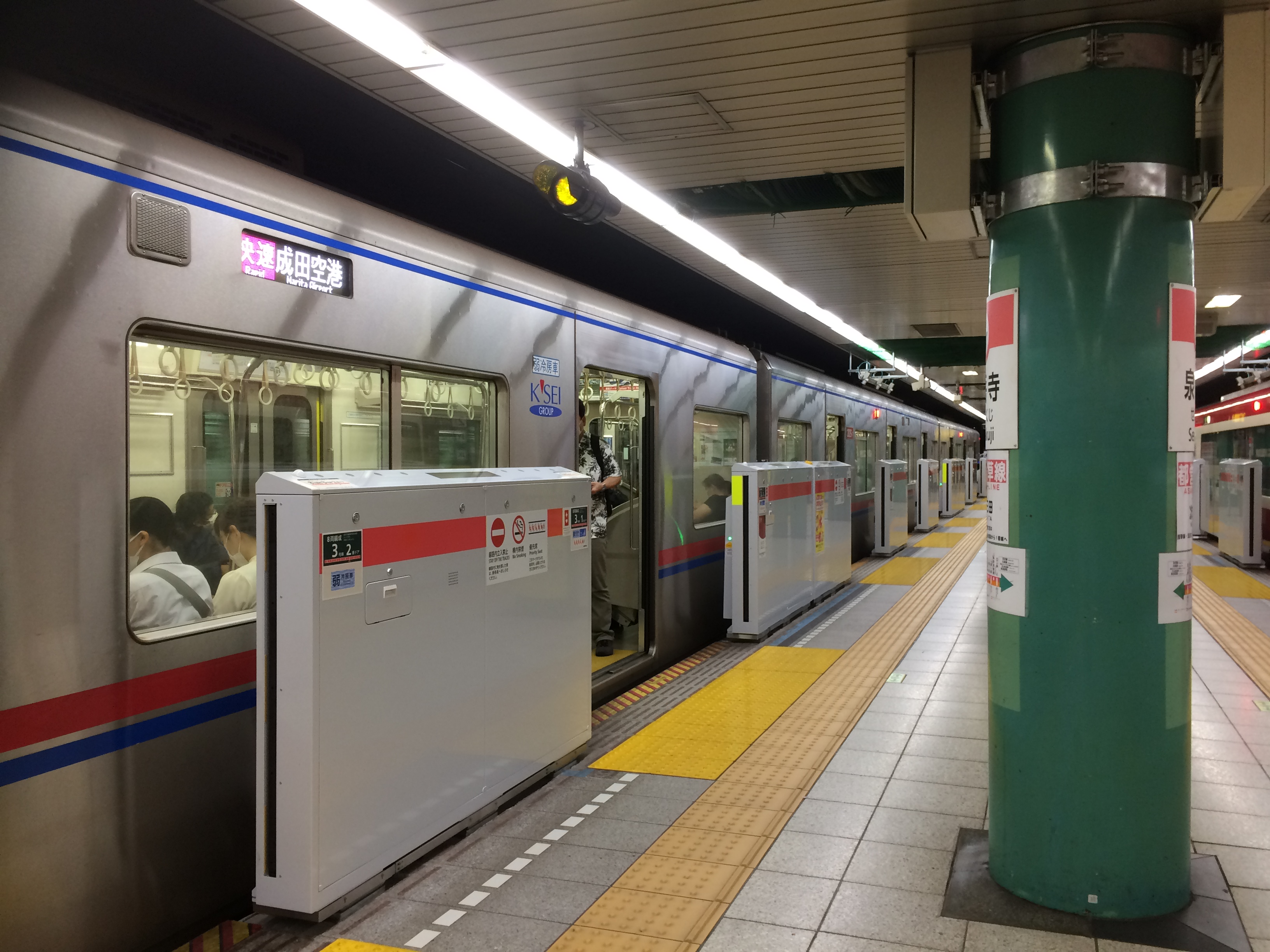
押上方向的半高式月台門。
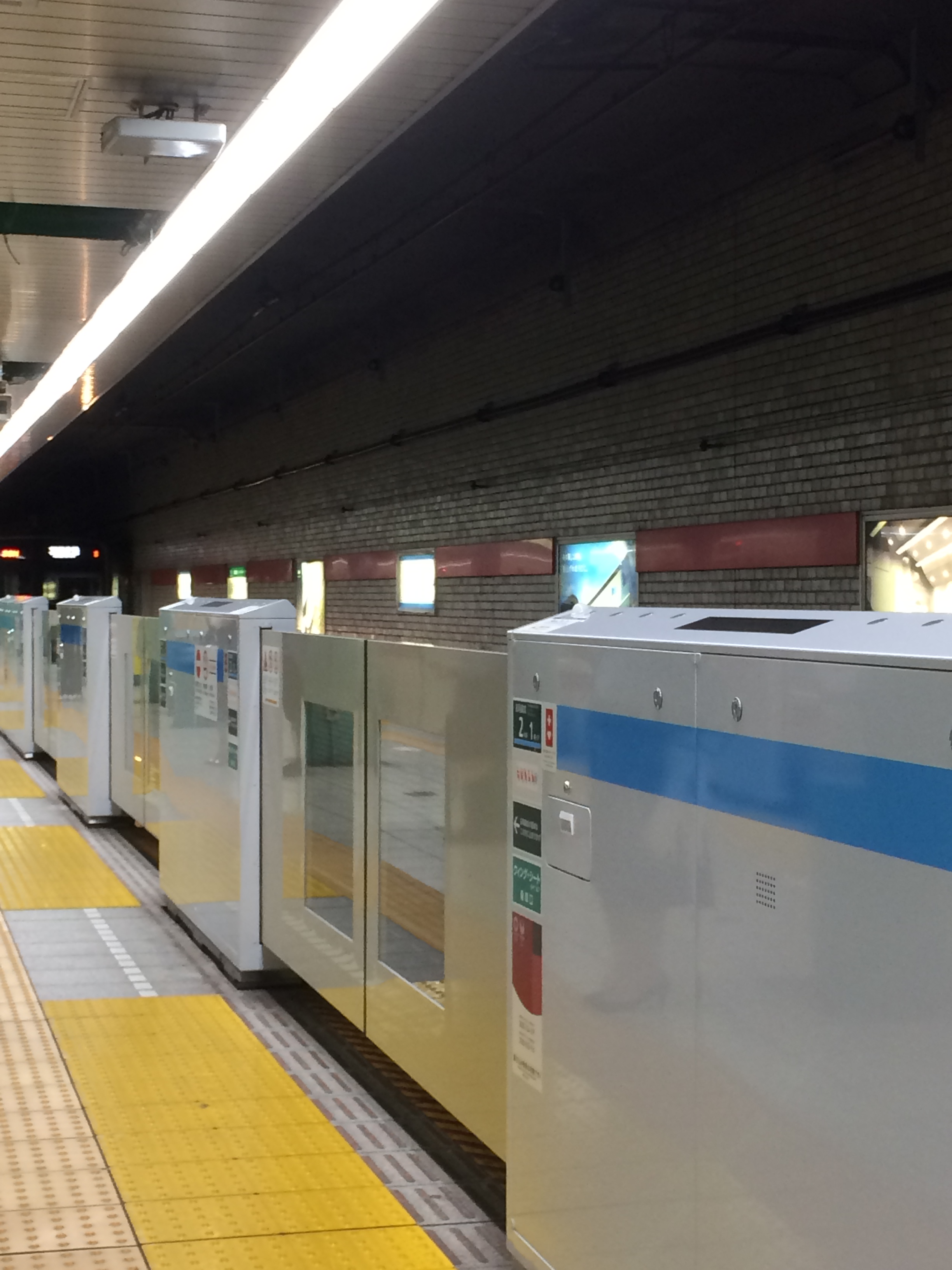
品川駅方向的月台門。與淺草線的不同，使用藍色色帶。
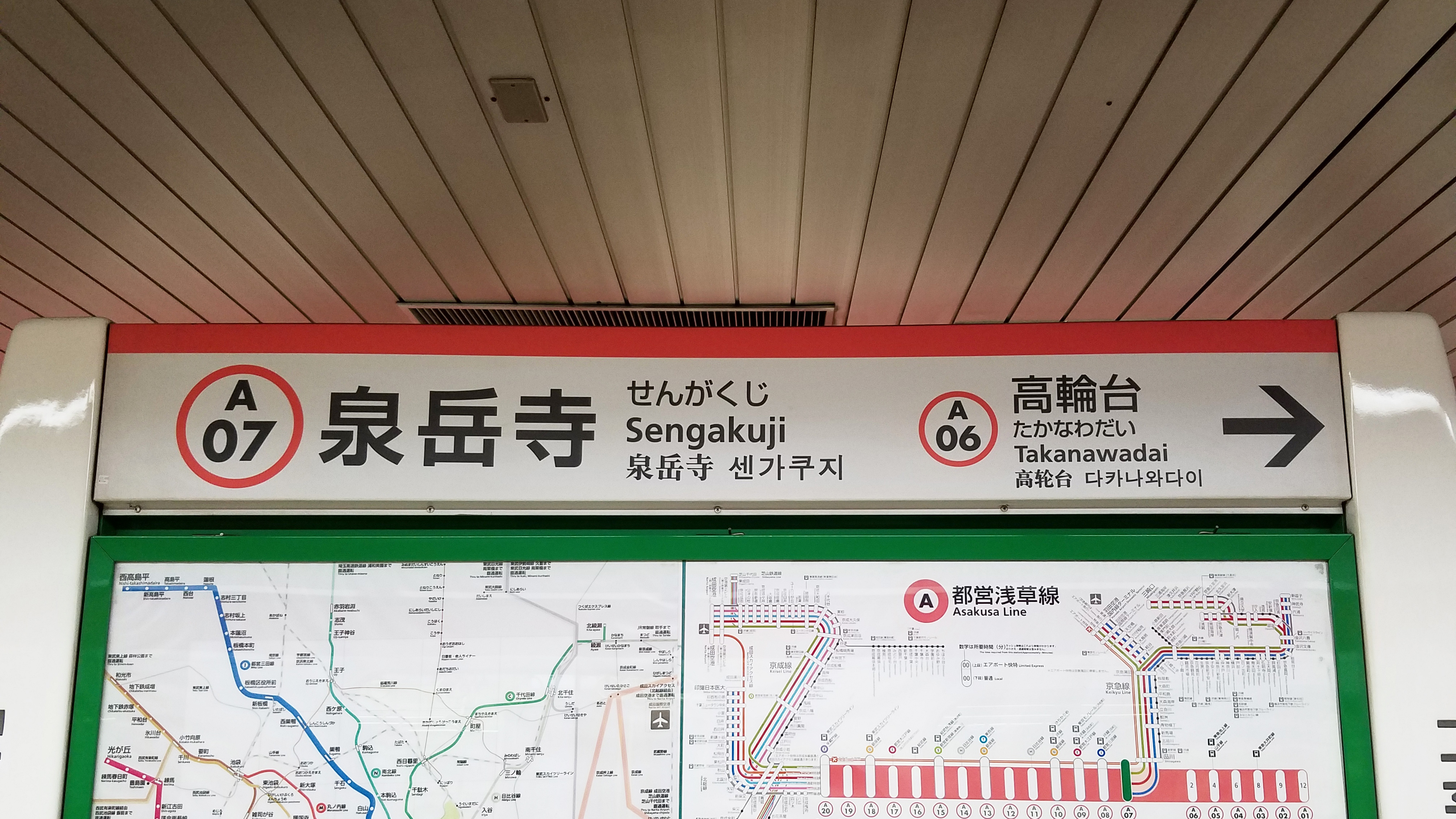
站名標記

站名標皆採用都營地下鐵樣式（僅1號線使用水藍色）。從開業當時，西馬込、橫濱方向的下一站為「1 品川、2 高輪台」，2006年更新後分離，西馬込方向變更為「高輪台」，京急本線方向變更為「京急線品川」。另外，橫濱方向的1號線側在2007年初起採用當時的京急站名標，加入中文、韓文，下方色帶採用水藍色斜線。2013年初刪除中文、韓文，變更為現行都營地下鐵樣式。
列車資訊顯示器在1992年更新為3色LED2段式，2013年更新為全彩LED樣式。
另外，京急線空港急行往羽田機場班次在本站進行列車種別變更。

### 車站設施

#### 剪票口
分為西馬込、品川側剪票口（高輪口）與三田側剪票口（三田口）2處。月台兩端皆有往剪票口的階梯。兩剪票口之間沒有聯絡通道。

#### 無障礙設備
- 電扶梯：月台→剪票口層（高輪口）[4]
- 輪椅升降裝置（三田口）[4]
- 高輪口月台與地上之間的電梯在2008年秋季動工，2011年3月31日啟用[5]。

#### 廁所
- 設於高輪口、三田口付費區外。三田口的廁所並附設通用廁所[4]。

#### 其他設備
- 商店（高輪口剪票口外）、投幣式置物櫃（同）、公共電話（兩口剪票口外）

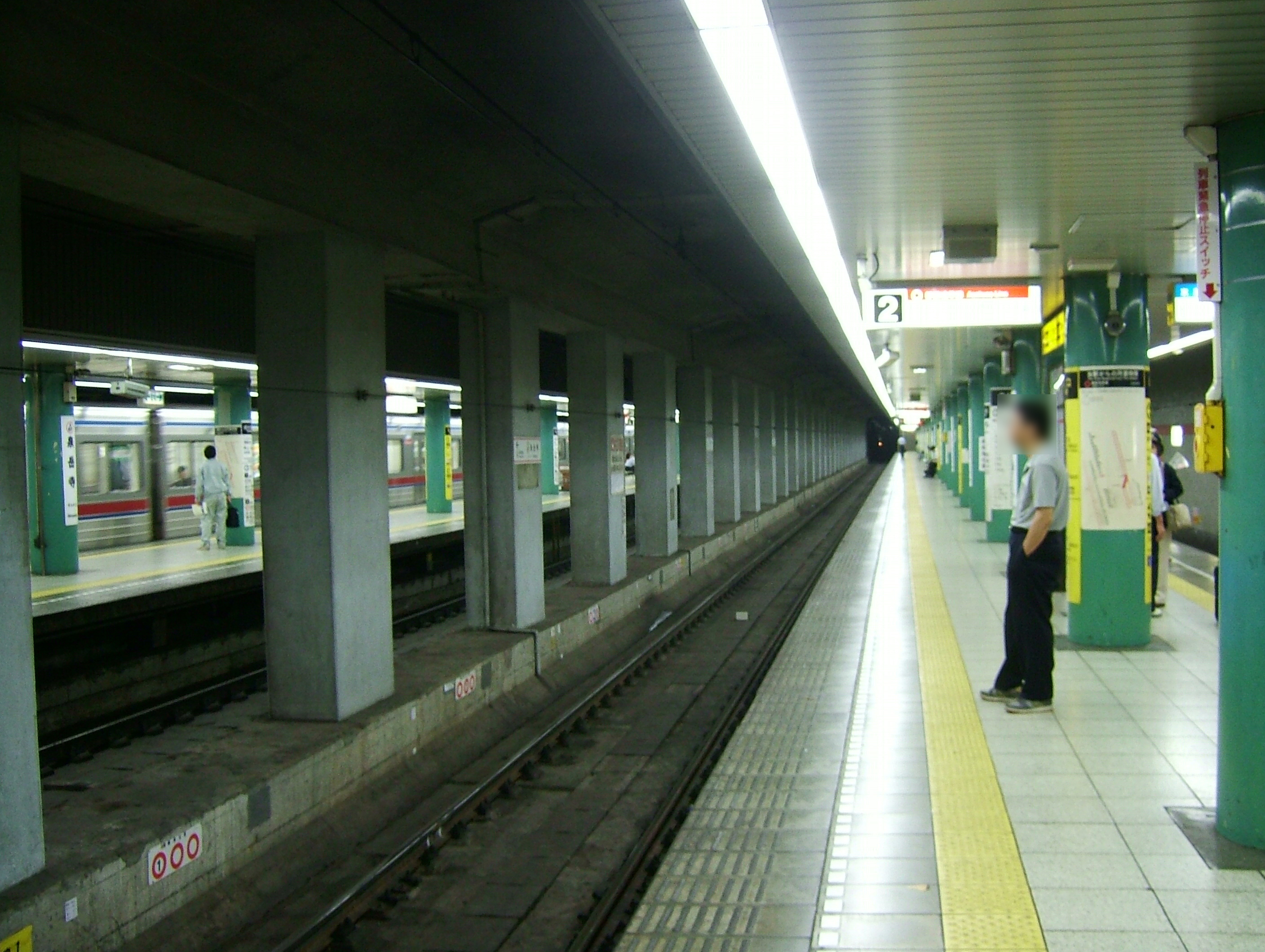
車站月台
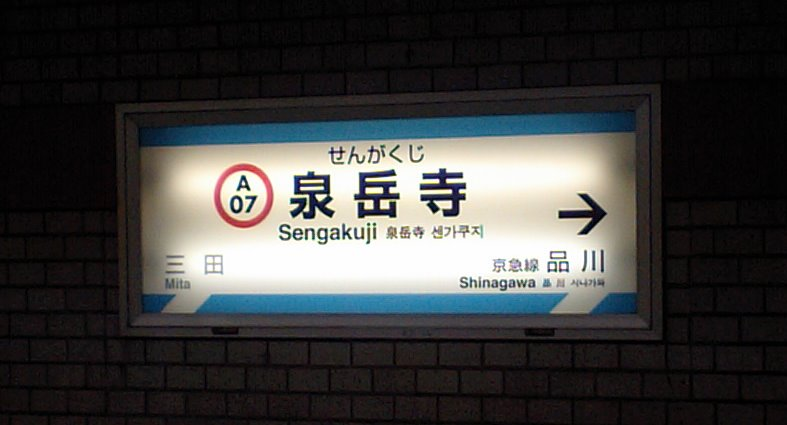
1號月台京急風格的站名牌
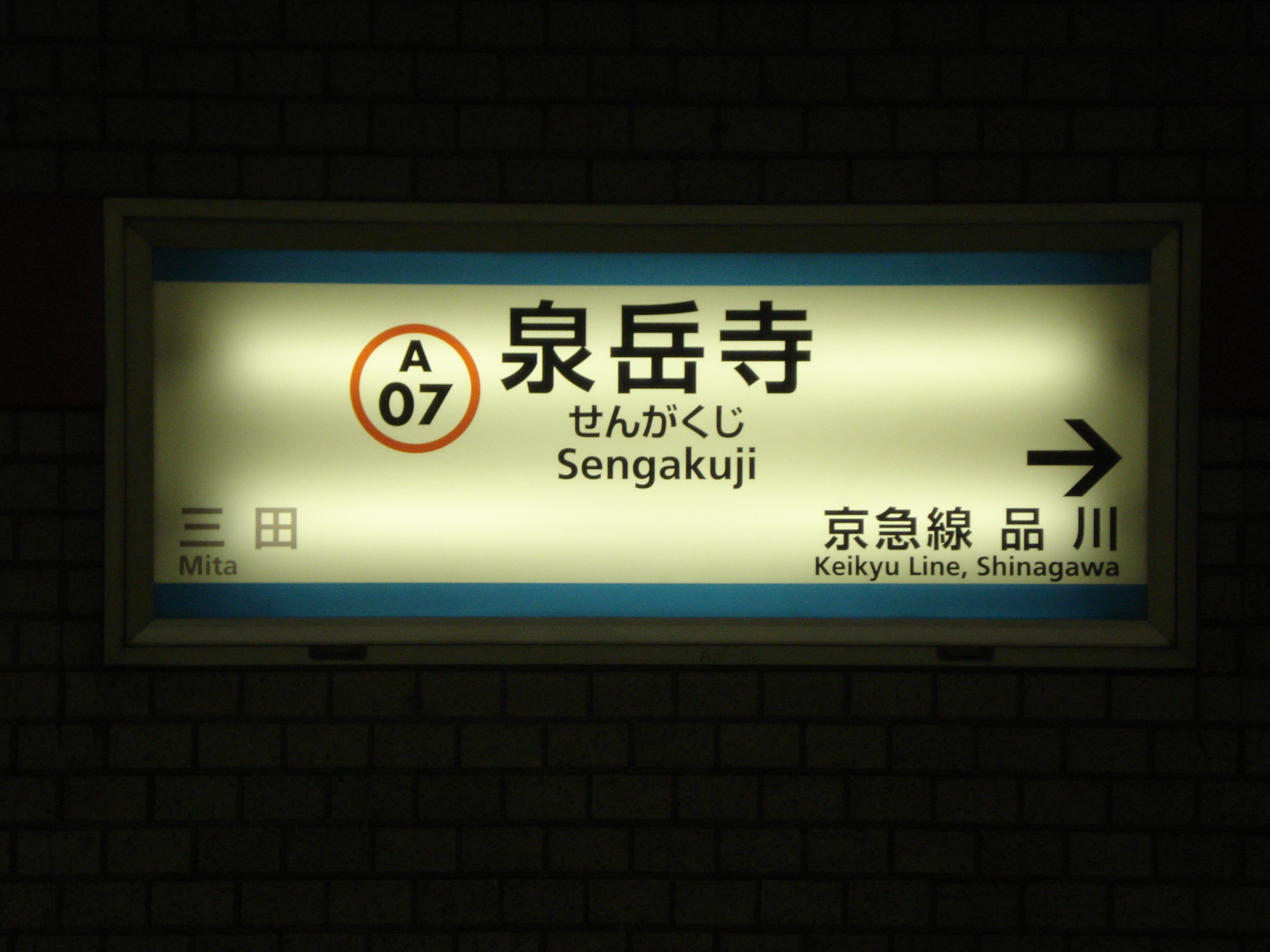
2013年1號線側站名標
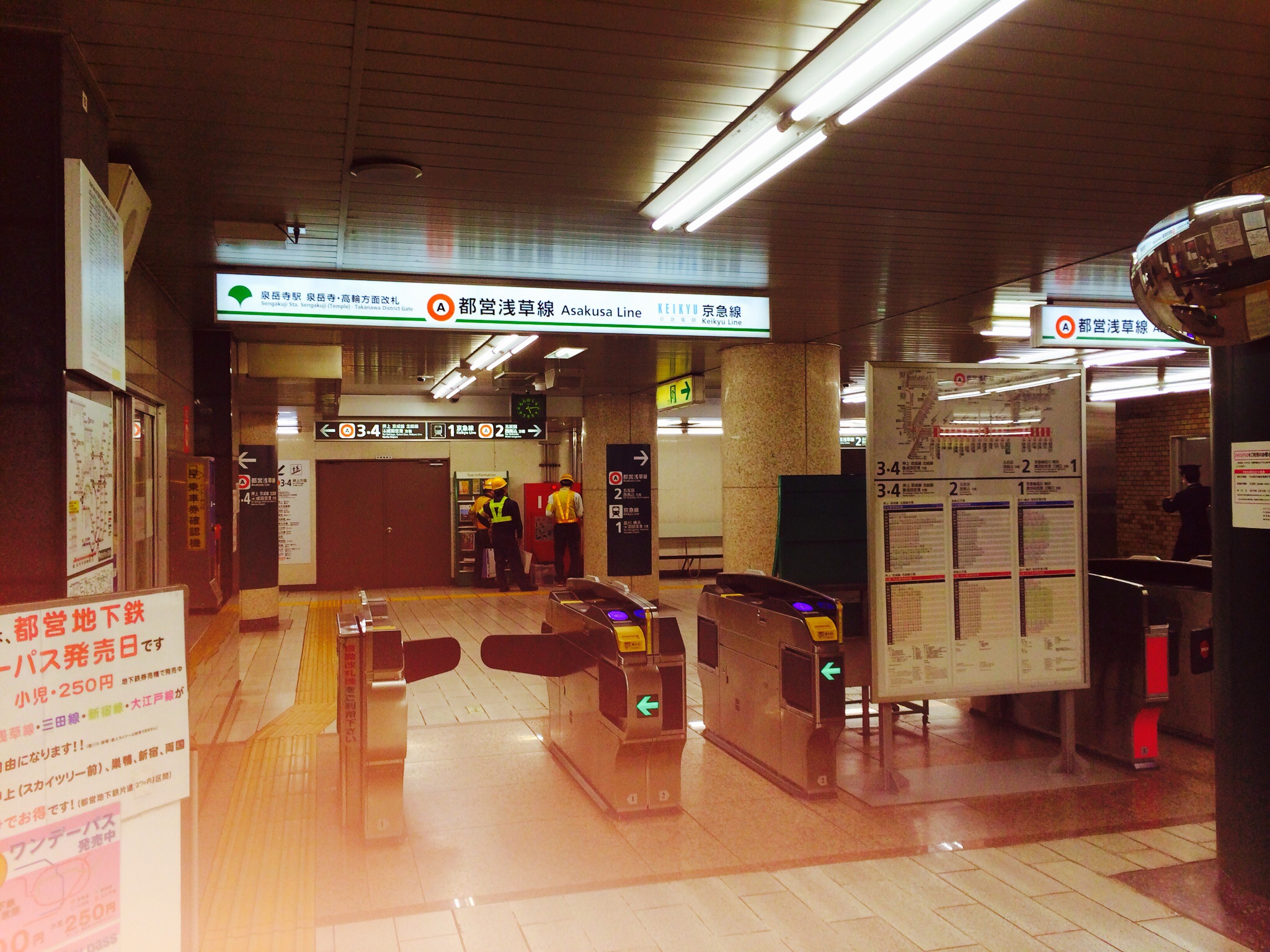
剪票口（2015年12月）

### 附註
- 由於京急、都營地下鐵之間不重複編號，因此京急不在本站導入車站號碼。京急線內的導覽皆使用都營的車站號碼（A 07）。另外，1號線站名標也未註記品川方向的車站編號（KK01）。

## 利用狀況
- 都營地下鐵 - 2017年度1日平均上下車人次為218,883人（上車人次108,960人、下車人次109,923人）[使用人數 1]。
淺草線內次於押上站名列第2位。
- 京濱急行電鐵 - 2017年度1日平均上下車人次為197,333人[使用人數 2]。
該公司中使用人次次高居第三，但由於包含都營地下鐵直通旅客，不列入排名。

### 各年度1日平均上下車人次
近年1日平均上下車人次如下表。
| 年度               | 都營地下鐵         | 都營地下鐵 | 都營淺草線 京急線 直通人次 | 京濱急行電鐵       | 京濱急行電鐵 |
| 年度               | 1日平均 上下車人次 | 增長率     | 都營淺草線 京急線 直通人次 | 1日平均 上下車人次 | 增長率       |
| ------------------ | ------------------ | ---------- | -------------------------- | ------------------ | ------------ |
| 2002年（平成14年） |                    |            | 105,954                    | 137,597            |              |
| 2003年（平成15年） | 158,663            |            | 111,812                    | 144,289            | 4.9%         |
| 2004年（平成16年） | 160,183            | 1.0%       | 113,497                    | 147,623            | 2.3%         |
| 2005年（平成17年） | 164,065            | 2.4%       | 116,792                    | 152,026            | 3.0%         |
| 2006年（平成18年） | 169,920            | 3.6%       | 120,529                    | 156,757            | 3.1%         |
| 2007年（平成19年） | 180,061            | 6.0%       | 126,780                    | 162,390            | 3.6%         |
| 2008年（平成20年） | 181,879            | 1.0%       | 137,654                    | 162,912            | 0.3%         |
| 2009年（平成21年） | 179,860            | −1.1%      | 137,650                    | 160,320            | −1.6%        |
| 2010年（平成22年） | 177,533            | −1.3%      | 136,431                    | 158,974            | −0.8%        |
| 2011年（平成23年） | 170,261            | −4.1%      | 131,459                    | 153,745            | −3.3%        |
| 2012年（平成24年） | 175,421            | 3.0%       | 136,949                    | 158,504            | 3.1%         |
| 2013年（平成25年） | 184,794            | 5.3%       | 146,005                    | 168,009            | 6.0%         |
| 2014年（平成26年） | 190,944            | 3.3%       | 151,478                    | 173,577            | 3.3%         |
| 2015年（平成27年） | 200,276            | 4.9%       | 158,897                    | 182,372            | 5.1%         |
| 2016年（平成28年） | 209,257            | 4.5%       | 165,696                    | 189,752            | 4.0%         |
| 2017年（平成29年） | 218,883            | 4.6%       |                            | 197,333            | 4.0%         |

### 各年度1日平均上車人次（1968年－2000年）
近年1日平均上車人次如下表。
| 年度               | 都營地下鐵 | 京濱急行電鐵 | 來源              |
| ------------------ | ---------- | ------------ | ----------------- |
| 1968年（昭和43年） | 18,578     | 4,119        | [ 東京都統計 1 ]  |
| 1969年（昭和44年） | 37,719     | 5,051        | [ 東京都統計 2 ]  |
| 1970年（昭和45年） | 43,462     | 5,205        | [ 東京都統計 3 ]  |
| 1971年（昭和46年） | 47,385     | 5,421        | [ 東京都統計 4 ]  |
| 1972年（昭和47年） | 48,756     | 5,479        | [ 東京都統計 5 ]  |
| 1973年（昭和48年） | 48,688     | 5,573        | [ 東京都統計 6 ]  |
| 1974年（昭和49年） | 50,630     | 5,989        | [ 東京都統計 7 ]  |
| 1975年（昭和50年） | 51,380     | 6,082        | [ 東京都統計 8 ]  |
| 1976年（昭和51年） | 50,414     | 5,819        | [ 東京都統計 9 ]  |
| 1977年（昭和52年） | 52,299     | 6,337        | [ 東京都統計 10 ] |
| 1978年（昭和53年） | 52,773     | 6,178        | [ 東京都統計 11 ] |
| 1979年（昭和54年） | 55,574     | 6,525        | [ 東京都統計 12 ] |
| 1980年（昭和55年） | 60,984     | 7,255        | [ 東京都統計 13 ] |
| 1981年（昭和56年） | 63,208     | 7,816        | [ 東京都統計 14 ] |
| 1982年（昭和57年） | 64,863     | 8,282        | [ 東京都統計 15 ] |
| 1983年（昭和58年） | 64,937     | 8,675        | [ 東京都統計 16 ] |
| 1984年（昭和59年） | 67,332     | 8,751        | [ 東京都統計 17 ] |
| 1985年（昭和60年） | 67,107     | 9,101        | [ 東京都統計 18 ] |
| 1986年（昭和61年） | 71,142     | 9,726        | [ 東京都統計 19 ] |
| 1987年（昭和62年） | 73,664     | 10,096       | [ 東京都統計 20 ] |
| 1988年（昭和63年） | 75,123     | 11,340       | [ 東京都統計 21 ] |
| 1989年（平成元年） | 76,321     | 12,112       | [ 東京都統計 22 ] |
| 1990年（平成02年） | 77,238     | 12,523       | [ 東京都統計 23 ] |
| 1991年（平成03年） | 79,260     | 13,079       | [ 東京都統計 24 ] |
| 1992年（平成04年） |            | 13,071       | [ 東京都統計 25 ] |
| 1993年（平成05年） | 78,312     | 13,167       | [ 東京都統計 26 ] |
| 1994年（平成06年） | 77,123     | 13,468       | [ 東京都統計 27 ] |
| 1995年（平成07年） | 73,421     | 15,645       | [ 東京都統計 28 ] |
| 1996年（平成08年） | 71,110     | 14,899       | [ 東京都統計 29 ] |
| 1997年（平成09年） | 69,216     | 14,403       | [ 東京都統計 30 ] |
| 1998年（平成10年） | 69,071     | 14,742       | [ 東京都統計 31 ] |
| 1999年（平成11年） | 71,344     | 60,232       | [ 東京都統計 32 ] |
| 2000年（平成12年） | 72,427     | 62,249       | [ 東京都統計 33 ] |

### 各年度1日平均上車人次（2001年以後）
| 年度               | 都營地下鐵 | 京濱急行電鐵 | 來源              |
| ------------------ | ---------- | ------------ | ----------------- |
| 2001年（平成13年） | 76,584     | 66,485       | [ 東京都統計 34 ] |
| 2002年（平成14年） | 79,614     | 68,288       | [ 東京都統計 35 ] |
| 2003年（平成15年） | 80,402     | 70,437       | [ 東京都統計 36 ] |
| 2004年（平成16年） | 81,345     | 71,773       | [ 東京都統計 37 ] |
| 2005年（平成17年） | 83,405     | 73,742       | [ 東京都統計 38 ] |
| 2006年（平成18年） | 86,343     | 75,745       | [ 東京都統計 39 ] |
| 2007年（平成19年） | 90,177     | 79,585       | [ 東京都統計 40 ] |
| 2008年（平成20年） | 91,049     | 81,101       | [ 東京都統計 41 ] |
| 2009年（平成21年） | 89,899     | 68,632       | [ 東京都統計 42 ] |
| 2010年（平成22年） | 88,691     | 78,978       | [ 東京都統計 43 ] |
| 2011年（平成23年） | 84,786     | 76,186       | [ 東京都統計 44 ] |
| 2012年（平成24年） | 87,293     | 78,858       | [ 東京都統計 45 ] |
| 2013年（平成25年） | 91,865     | 83,718       | [ 東京都統計 46 ] |
| 2014年（平成26年） | 94,896     | 86,501       | [ 東京都統計 47 ] |
| 2015年（平成27年） | 99,582     | 90,634       | [ 東京都統計 48 ] |
| 2016年（平成28年） | 104,111    | 94,600       | [ 東京都統計 49 ] |
| 2017年（平成29年） | 108,960    |              |                   |

備註
1. 1 2  1968年6月21日開業。開業日起至翌年3月31日合計285日間資料。

## 附近設施
高輪口設有A1、A2出入口，三田口設有A3、A4出入口。
- 萬松山泉岳寺 - A2出入口[6]
- 京濱急行電鐵本社 - 往A1出口的樓梯前有連絡通道，可直通車站[6]。
- 東海大學高輪校區[6]
- 東海大學附屬高輪台高等學校、中等部
- NHK交響樂團本部
- 伊皿子坂（日语：伊皿子坂）[6]
- JR東日本東京綜合車輛中心田町中心 - 附近在2020年3月14日設置山手線、京濱東北線的高輪Gateway車站。
- 國道15號（第一京濱）
- 高輪皇族邸（舊高松宮邸） - A3出入口
- 高輪大木戶跡（日语：高輪大木戸跡） - A4出入口[6]
- 泉岳寺站前郵便局 - A1出入口與A4出入口中間
- 高輪郵便局（日语：高輪郵便局） - A3出入口
- 高輪二郵便局
- 港區立高輪台小學校（日语：港区立高輪台小学校）
- 高輪中學校、高等學校（日语：高輪中学校・高等学校）

### 巴士路線
本站最近的巴士站是第一京濱與東京都道415號線上的「泉岳寺前」，可搭乘東京都交通局運行的以下路線。
- 反96：往六本木新城[7]／往五反田站[7]、往品川車庫
- 品97（日语：都営バス杉並支所）：往新宿站西口[7] - 同系統往品川站高輪口方向因行經高輪警察署（日语：高輪警察署），不停泉岳寺前。

另外，A1出口往南步行約5分有京濱急行巴士品川巴士總站，是高速巴士專用的巴士總站。

## 站名由來
因鄰近以赤穗浪士墓所聞名的泉岳寺而命名。
但是，站名未加上「前」也造成不少麻煩。車站開業後的1993年（平成5年），泉岳寺對於站名直接使用寺名造成該寺困擾，以不正競爭防止法、法人姓名權、商法21條提告。東京地裁在1994年（平成8年）則以「站名的使用不會損害信仰的連繫」為由判決敗訴。原告雖繼續上訴，但東京高裁以站名的公共性高為由駁回上訴。之後繼續上訴至最高裁判所，1997年（平成9年）原告敗訴定讞。

## 未成線
- 過去曾規劃都營地下鐵三田線本站 - 三田站區間與東急電鐵泉岳寺線（池上線）本站 - 桐谷站區間。以前三田線也有以本站為起點延伸至目黑的規劃。

## 未來計畫
- JR東日本規劃將田町車輛中心（日语：田町車両センター）用地在內的品川站周邊進行再開發，預料將提升鄰接的本站乘客量，僅有五公尺寬的月台將進行拓寬工程。為了取得拓寬用地，收購國道15號東側民有地並新建大樓，地下作為車站空間[11]。
- 另外，本站與押上站之間有經由東京站（新東京站）的都心直結線（日语：都心直結線）計畫。

## 相鄰車站
都營地下鐵、 京濱急行電鐵
 淺草線、 本線
■機場快特（羽田機場方向品川為止、押上方向新橋為止各站停車）
品川（京急本線）（KK01）－泉岳寺（A 07）－三田（淺草線）（A 08）
■機場快特以外的列車類別（包括京急線、京成線、成田Sky Access線、芝山鐵道線直通的快速、急行、特急、Access特急　通勤特急）地鐵線內各站停車
高輪台（淺草線）（A 06）/品川（京急本線）（KK01）－泉岳寺（A 07）－三田（淺草線）（A 08）

### 來源
私鐵、地下鐵1日平均使用人數
1. ↑  各駅乗降人員一覧 （页面存档备份，存于） - 東京都交通局
2. ↑  駅別1日平均乗降人員PDF - 京急電鉄

私鐵、地下鐵統計資料
1. ↑  各種報告書 （页面存档备份，存于） - 関東交通広告協議会
2. ↑  行政資料集 （页面存档备份，存于） - 港区

東京都統計年鑑
1. ↑  .   [2019-02-03]. （原始内容存档于2016-03-05）.
2. ↑  .   [2019-02-03]. （原始内容存档于2016-03-05）.
3. ↑  .   [2019-02-03]. （原始内容存档于2016-03-05）.
4. ↑  .   [2019-02-03]. （原始内容存档于2015-06-29）.
5. ↑  .   [2019-02-03]. （原始内容存档于2015-06-29）.
6. ↑  .   [2019-02-03]. （原始内容存档于2015-06-29）.
7. ↑  .   [2019-02-03]. （原始内容存档于2016-03-05）.
8. ↑  .   [2019-02-03]. （原始内容存档于2016-06-02）.
9. ↑  .   [2019-02-03]. （原始内容存档于2015-06-29）.
10. ↑  .   [2019-02-03]. （原始内容存档于2016-03-05）.
11. ↑  .   [2019-02-03]. （原始内容存档于2015-06-29）.
12. ↑  .   [2019-02-03]. （原始内容存档于2016-03-05）.
13. ↑  .   [2019-02-03]. （原始内容存档于2016-03-05）.
14. ↑  .   [2019-02-03]. （原始内容存档于2016-03-05）.
15. ↑  .   [2019-02-03]. （原始内容存档于2015-06-29）.
16. ↑  .   [2019-02-03]. （原始内容存档于2015-06-29）.
17. ↑  .   [2019-02-03]. （原始内容存档于2015-06-29）.
18. ↑  .   [2019-02-03]. （原始内容存档于2016-03-05）.
19. ↑  .   [2019-02-03]. （原始内容存档于2016-03-05）.
20. ↑  .   [2019-02-03]. （原始内容存档于2015-06-29）.
21. ↑  .   [2019-02-03]. （原始内容存档于2016-03-05）.
22. ↑  .   [2019-02-03]. （原始内容存档于2016-03-05）.
23. ↑  .   [2017-02-11]. （原始内容存档于2016-03-05）.
24. ↑  .   [2017-02-11]. （原始内容存档于2016-03-05）.
25. ↑  平成4年
26. ↑  平成5年
27. ↑  平成6年
28. ↑  平成7年
29. ↑  平成8年
30. ↑  .   [2017-02-11]. （原始内容存档于2016-03-04）.
31. ↑  平成10年PDF
32. ↑  平成11年PDF
33. ↑  .   [2017-02-11]. （原始内容存档于2016-03-04）.
34. ↑  .   [2017-02-11]. （原始内容存档于2016-03-04）.
35. ↑  .   [2017-02-11]. （原始内容存档于2017-07-29）.
36. ↑  .   [2017-02-11]. （原始内容存档于2017-07-29）.
37. ↑  .   [2017-02-11]. （原始内容存档于2017-07-29）.
38. ↑  .   [2017-02-11]. （原始内容存档于2017-07-29）.
39. ↑  .   [2017-02-11]. （原始内容存档于2017-07-29）.
40. ↑  .   [2017-02-11]. （原始内容存档于2017-07-29）.
41. ↑  .   [2017-02-11]. （原始内容存档于2017-07-29）.
42. ↑  .   [2017-02-11]. （原始内容存档于2016-03-26）.
43. ↑  .   [2017-02-11]. （原始内容存档于2016-03-27）.
44. ↑  .   [2017-02-11]. （原始内容存档于2016-03-25）.
45. ↑  .   [2017-02-11]. （原始内容存档于2016-03-27）.
46. ↑  .   [2017-02-11]. （原始内容存档于2016-03-22）.
47. ↑  .   [2017-02-11]. （原始内容存档于2017-07-30）.
48. ↑  .   [2017-08-01]. （原始内容存档于2018-11-09）.
49. ↑  .   [2019-02-03]. （原始内容存档于2019-05-02）.

## 外部連結
- 泉岳寺 - 東京都交通局
- 泉岳寺站（各站資訊） - 京濱急行電鐵